# Anciennes glacières de Reims
Les Anciennes glacières de Reims étaient un entrepôt de Reims où l’on entreposait de la glace en hiver pour la redistribuer à ceux qui en avaient besoin durant le reste de l'année.

## Historique
Ce que l’on appelle « Anciennes glacières de Reims » sont de fait les dernières glacières de Reims avant la production de façon industrielle de la glace et du développement des frigos chez les professionnels puis chez les particuliers.
Une glacière (époque médiévale) a été mise à jour lors de fouille sur le chantier de la rue de Pouilly à Reims en 2005.

## Situation
Les Anciennes glacières de Reims étaient situées en arrière et en contrebas de la butte de l’ancien calvaire de 1821, proche le cimetière du Nord, le long de la rue du Champ-de-Mars.

## La construction
Les Anciennes glacières de Reims ont été construites en ?.
Ce caveau réfrigérant avait une dimension de 6 m 50 de diamètre sur 12 mètres de haut.
Au bas de la construction était établi un puisard pour l’écoulement des eaux de fonte, condition nécessaire pour la conservation de la glace. Les portes avaient un système spécial pour éviter le contact direct avec l’air extérieur.

## Récolte de la glace
Le principe est que la glace est prélevée sur une étendue glacée lorsque son épaisseur atteint au moins 15 cm. 
La récolte de blocs doit être rapide, généralement réalisée de nuit pour bénéficier des températures les plus fraiches.
Les blocs de glace sont descendus dans la glacière, tassés et arrosés d'eau pour solidifier les différentes couches.

## Fabrication de la glace
À défaut de glace ou en complément, la neige était utilisée en la comprimant.

## Utilisation et fonctionnement
Le déchet de fonte de la glace était d’environ 20 %. L'écoulement de l'eau de fonte de glace était un critère essentiel pour sa conservation.
La sortie de la glace pouvait se faire soit par la découpe de blocs de glace ou en tassant des morceaux de glace dans un moule pour reconstituer des blocs et permettre leur transport.

## Galerie photos

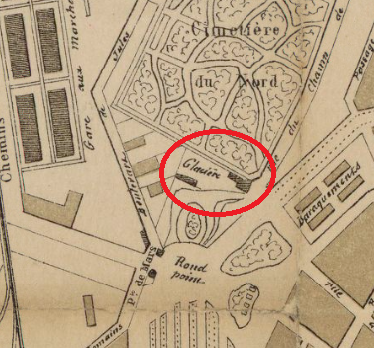
Glacière de Reims sur plan de Reims par H Chevalier & Paul Giret

## Évolution du site
Actuellement, terrain en cours d'aménagement après avoir été un site du service des eaux de la ville de Reims.